# The Kelly Gang
The Kelly Gang (True History of the Kelly Gang) è un film del 2019 diretto da Justin Kurzel.
La pellicola, adattamento cinematografico del romanzo del 2000 La ballata di Ned Kelly scritto da Peter Carey e vincitore del Booker Prize, ha per protagonista George MacKay, nel ruolo di Ned Kelly, insieme a Essie Davis, Nicholas Hoult, Thomasin McKenzie, Charlie Hunnam e Russell Crowe.

## Trama
L'ascesa e la caduta del famigerato bandito australiano Ned Kelly. La storia del giovane fuorilegge che riunì un gruppo di guerriglieri per organizzare una ribellione contro i soprusi dell'impero britannico.

## Produzione
Le riprese del film sono iniziate nel luglio 2018 nello stato di Victoria in Australia

## Promozione
Il primo trailer del film viene diffuso il 10 gennaio 2020.

## Distribuzione
Il film è stato presentato al Toronto International Film Festival l'11 settembre 2019 e distribuito nelle sale cinematografiche australiane il 9 gennaio 2020 e in quelle britanniche dal 28 febbraio.
In Italia è stato trasmesso per la prima volta il 27 luglio 2021 su Sky Cinema Due.

## Accoglienza

### Critica
Sull'aggregatore Rotten Tomatoes il film riceve il 78% delle recensioni professionali positive con un voto medio di 6,89 su 10 basato su 142 critiche, mentre su Metacritic ottiene un punteggio di 75 su 100 basato su 27 critiche.

## Riconoscimenti
- 2019 - Australian Writers' Guild
  - Miglior film - Adattamento
- 2020 - Georgia Film Critics Association
  - Candidatura per il miglior attore rivelazione a George MacKay